# Городские населённые пункты Ульяновской области
Ульяновская область включает 35 городских населённых пунктов, в том числе:
- 6 городов, среди которых выделяются:
  - 3 города областного значения (в списке выделены оранжевым цветом) — в рамках организации местного самоуправления образуют городские округа;
  - 3 города районного значения — входят в районы — в рамках организации местного самоуправления входят в муниципальные районы;
- 29 посёлков городского типа (рабочих посёлков).

## Города
| № | название      | район / город областного значения | население (чел.) | основание / первое упоминание | статус города | герб | прежние названия                      |
| - | ------------- | --------------------------------- | ---------------- | ----------------------------- | ------------- | ---- | ------------------------------------- |
| 1 | Барыш         | Барышский район                   | ↘14 924          | XVII век                      | 1954          |      |                                       |
| 2 | Димитровград  | Димитровград (ГО)                 | ↘108 073         | 1698                          | 1926          |      | до 1972 — Мелекесс                    |
| 3 | Инза          | Инзенский район                   | ↘16 293          | 1897                          | 1946          |      |                                       |
| 4 | Новоульяновск | Новоульяновск (ГО)                | ↘13 673          | 1957                          | 1967          |      | Кременки                              |
| 5 | Сенгилей      | Сенгилеевский район               | ↗6407            | 1666                          | 1943          |      | до 1780 — Покровское                  |
| 6 | Ульяновск     | Ульяновск (ГО)                    | ↗612 516         | 1648                          | 1648          |      | до 1780 — Синбирск до 1924 — Симбирск |

## Посёлки городского типа
| №  | название           | район                   | население (чел.) |
| -- | ------------------ | ----------------------- | ---------------- |
| 1  | Базарный Сызган    | Базарносызганский район | ↘4494            |
| 2  | Вешкайма           | Вешкаймский район       | ↗5783            |
| 3  | Глотовка           | Инзенский район         | ↘1837            |
| 4  | Жадовка            | Барышский район         | ↘1507            |
| 5  | Игнатовка          | Майнский район          | ↗1915            |
| 6  | Измайлово          | Барышский район         | ↗2021            |
| 7  | имени В. И. Ленина | Барышский район         | ↘1972            |
| 8  | Ишеевка            | Ульяновский район       | ↘10 411          |
| 9  | Карсун             | Карсунский район        | ↘7137            |
| 10 | Красный Гуляй      | Сенгилеевский район     | ↘2630            |
| 11 | Кузоватово         | Кузоватовский район     | ↘7325            |
| 12 | Майна              | Майнский район          | ↗6666            |
| 13 | Мулловка           | Мелекесский район       | ↘5029            |
| 14 | Николаевка         | Николаевский район      | ↘5697            |
| 15 | Новая Майна        | Мелекесский район       | ↘5059            |
| 16 | Новоспасское       | Новоспасский район      | ↗10 780          |
| 17 | Павловка           | Павловский район        | ↘4951            |
| 18 | Радищево           | Радищевский район       | ↘3933            |
| 19 | Силикатный         | Сенгилеевский район     | ↗2679            |
| 20 | Старая Кулатка     | Старокулаткинский район | ↘4344            |
| 21 | Старая Майна       | Старомайнский район     | ↘5852            |
| 22 | Старотимошкино     | Барышский район         | ↘3323            |
| 23 | Сурское            | Сурский район           | ↘5805            |
| 24 | Тереньга           | Тереньгульский район    | ↗5186            |
| 25 | Цемзавод           | Сенгилеевский район     | ↘787             |
| 26 | Цильна             | Цильнинский район       | ↗3876            |
| 27 | Чердаклы           | Чердаклинский район     | ↗12 084          |
| 28 | Чуфарово           | Вешкаймский район       | ↘1658            |
| 29 | Языково            | Карсунский район        | ↘3276            |

### Бывшие пгт
- Барыш — пгт с 1938 года. Преобразован в город в 1954 году.
- Гурьевка — пгт с 1938 года. Включён в состав города Барыш в 1954 году.
- Инза — пгт с 1928 года. Преобразован в город в 1946 году.
- Канадей — пгт с 1974 года. Преобразован в сельский населённый пункт в 2003 году[8].
- Меловой — пгт с 1994 года. Преобразован в сельский населённый пункт в 1995 году.
- Никольское-на-Черемшане — пгт с 1968 года. Преобразован в сельский населённый пункт в 2003 году[8].
- Новоульяновск — пгт с 1961 года. Преобразован в город в 1967 году.
- Новочеремшанск — пгт с 1940 года. До 1962 назывался Старый Салаван. Преобразован в сельский населённый пункт в 2003 году[9].
- Октябрьский — пгт с 1971 года. Преобразован в сельский населённый пункт в 2009 году.
- Сенгилей — пгт с 1936 года. Преобразован в город в 1943 году.